# Bonifaci Frederic d'Aragó
Bonifaci Frederic d'Aragó fou fill d'Alfons Frederic d'Aragó. El 1359 va rebre de son germà Jaume Frederic d'Aragó les senyories d'Egina i Piada i la de Carist a Eubea que va governar fins a la seva mort el 1376.
El va succeir el seu fill Pere Frederic d'Aragó que va morir el 1380, retornant a la branca de Lluís Frederic d'Aragó, que el 1382 va cedir Egina i Piada a Joan Frederic d'Aragó, germà de Pere, que va morir el 1394. La filla de Joan, de nom desconegut, es va casar amb Aliot I de Caupena i va aportar la senyoria a aquesta nissaga.